# Stigmatophora ochracea
Stigmatophora ochracea är en fjärilsart som beskrevs av Lederer 1855. Stigmatophora ochracea ingår i släktet Stigmatophora och familjen björnspinnare. Inga underarter finns listade i Catalogue of Life.